# Heksozamin
Heksozamini su aminošećeri formirani dodavanjem amino grupe na heksozu.

## Primeri
- Fruktozamin (baziran na fruktozi)
- Galaktozamin (baziran na galaktozi)
- Glukozamin (baziran na glukozi)
- Manozamin (baziran na manozi)

## Literatura
- Robyt, John F. (1997). Essentials of Carbohydrate Chemistry (1. изд.). Springer.  978-0-387-94951-2.
- Lindhorst, Thisbe K. (2007). Essentials of Carbohydrate Chemistry and Biochemistry (1. изд.). Wiley-VCH.  978-3-527-31528-4.

## Spoljašnje veze
- Hexosamines на 